# Posthomerica
Posthomerica (în greacă: τὰ μεθ᾿ Ὅμηρον, transliterat ca „tà meth᾿ Hómēron, cu sensul După Homer) este un poem epic antic de Quintus din Smyrna, scris probabil în a doua jumătate a secolului al IV-lea d.Hr. și care spune povestea războiului troian, de la moartea lui Hector până la căderea orașului legendar Troia (sau Ilium). Narațiunea din Posthomerica începe acolo unde se încheie Iliada lui Homer, imediat după ce trupul lui Hector a ajuns la troieni.
Epopeea în paisprezece volume (cărți) este cea mai veche lucrare care a supraviețuit și care prezintă această perioadă; lucrările antice din ciclul epic troian, pe care Quintus le-a cunoscut și din care s-a inspirat, fiind considerate pierdute. Textul epopeii Posthomerica este inspirat din poemele din care s-a inspirat și Publius Vergilius Maro (ale cărui opere probabil că i-au fost cunoscute), în special din poemele Aethiopis (Venirea lui Memnon) și Iliupersis (Distrugerea Troiei) de Arctinus din Milet, din Heleneis (acum un text pierdut) de Philodoppides din Messania și Ilias Mikra (Mica Iliadă) de Lescheos din Pyrrha. Posthomerica este modelată îndeaproape după cea a lui Homer și multă vreme a fost considerată inferioară celei a lui Homer; cu toate acestea, în epoca contemporană s-a înțeles cât de inventiv și creativ a fost Quintus în raport cu epopeea homerică.

## Prezentare generală
Primele patru cărți, care au aceeași intrigă ca cea din Aethiopis a lui Arctinus din Milet, descriu faptele și moartea reginei amazoanelor, Penthesileiea  și a lui Memnon, fiul zeiței zorilor, Eos, ambii uciși de Ahile și moartea lui Ahile însuși și jocurile funerare în onoarea lui. 
Volumele cinci - douăsprezece, care au aceeași intrigă ca cea din Mica Iliada de Lescheos din Pyrrha, prezintă competiția dintre Aiax din Salamina și Odiseu pentru armele lui Ahile, moartea lui Aiax prin sinucidere, faptele lui Neoptolemeu (fiul lui Ahile), Euripil, fiul lui Telefus și Deifobus, decesele lui Paris și a Oinonei și construcția calului troian din lemn. Pe lângă faptul că s-a inspirat din opera lui Lesches, este probabil ca aceste cărți să adune materiale originale din tragedia greacă, cum ar fi reprezentarea lui Sofocle a lui Aiax.
Cărțile rămase, care acoperă același subiect ca și Distrugerea Troiei a lui Arctinus din Milet, se referă la cucerirea Troiei prin intermediul unui cal din lemn, sacrificiul prințesei Polixena la mormântul lui Ahile, plecarea grecilor și împrăștierea lor de către furtună.

## Rezumat
Povestea din Posthomerica începe acolo unde se încheie Iliada lui Homer, imediat după ce trupul lui Hector a fost recâștigat de către troieni. Penthesileia, o fiică a lui Ares, ajunge la Troia cu un grup de războinici amazoane. Ele au sosit de pe râul Thermodon. Penthesileia a ajuns să împărtășească greutățile războiului și să fugă de oamenii ei după ce a ucis-o accidental pe sora ei; țintea spre un cerb. Priam crede că ea va salva Troia și îl va ucide pe Ahile. Andromacha nu crede că Penthesileia este capabilă de acest lucru. Priam s-a rugat lui Zeus să o lase pe Penthesileia să se întoarcă, dar vede un vultur care prinde un porumbel, semn că ea va muri. Ajax și Ahile sunt în oraș, se odihnesc. Hipoclameia încearcă să convingă femeile troiene să se lupte, dar Theano le convinge că este o idee sinucigașă. Penthesileia îl ucide pe Podarces în luptă. Ajax îl convinge pe Ahile că este timpul să se lupte: Ahile o ucide pe Penthesileia atunci când înfige o suliță în ea și în calul ei, dar Ahile observă frumusețea ei și își dă seama că ar fi trebuit să o facă soția sa. Thersites îi spune lui Ahile să nu se îngrijoreze din cauza femeilor, Ahile în cele din urmă îl omoară și acest lucru îl supără pe Diomedes.
Thymoites spune celor din Troia că dacă vor rămâne în oraș, vor muri, de aceea toți ar trebui să plece. Priam și Paris spun că lupta este răspunsul și că Memnon, fiul zeiței zorilor Eos cu armata etiopiană va ajunge aici în curând. Polydamas spune că etiopienii vor pierde. Zeus crede că bătălia de mâine va fi urâtă și plină de moarte. Memnon îl omoară pe fiul lui Nestor, Antilochos, în luptă. În cele din urmă, după o lungă și grea luptă; Ahile îl omoară pe Memnon. Eos nu dă voie soarelui să răsară pentru că ea este atât de supărată și se retrage în Hades până când Zeus o va convinge să plece. După ce Ahile îi spune să nu mai intervină în luptă, Apollo încearcă să-l țintească pe Ahile, rănindu-i glezna; acest lucru se va dovedi mai târziu fatal. Zeus este furios pe Apollo, deoarece nu avea voie să intervină în lumea muritorilor.
Troienilor încă le este frică să lupte cu Ahile care este rănit. Ahile moare și Paris încearcă să-i ia cadavrul. Ajax îi apără trupul, ucigându-l pe Glaucos, care cade peste Ahile. Ajax îl rănește și pe Aeneas (Enea). Odiseu îl ajută pe Ajax să apere trupul lui Ahile. Ajax îl amețește pe Paris lovindu-l cu o stâncă, forțându-l pe Paris să renunțe la încercarea sa de a lua cadavrul. Grecii îi alungă cu succes pe troieni și salvează trupul lui Ahile, readucându-l în tabăra greacă. Ajax este primul care îl elogiază pe Ahile, urmat de Phoinix, Agamemnon, Briseis și Thetis, mama lui Ahile. Calliope îi spune lui Thetis că fiul ei va fi mereu amintit. Grecii se întrec apoi în jocuri funerare pentru a comemora moartea lui Ahile.
Începe o dispută aprinsă între Odiseu și Ajax: care dintre ei merită cel mai mult să primească armura lui Ahile. Prizonierii troieni sunt invitați să decidă care dintre ei a fost cel mai bun războinic în timpul apărării trupului lui Ahile. Eroul care a luptat cel mai curajos și care a fost mai viteaz va primi armura. Se hotărăște că Odiseu va primi armura. Similar cu piesa Aiax a lui Sofocle, acest lucru duce la sinuciderea lui Aiax, iar Odiseu își exprimă regretul la înmormântarea acestuia. Aiax este incinerat pe mare.
În acest moment, zeii îl dau pe Euripil troienilor. Euripil ucide mulți soldați ahei și îi face pe ceilalți ahei să cadă în disperare. Ei se apropie de nave, dar Neoptolemos ajunge pentru a-i împinge pe troieni înapoi. Ares îi demoralizează pe ahei, dar Neoptolemos își menține poziția și îl ucide pe Euripil. El continuă să ucidă troieni, astfel încât autorul își exprimă surpriza în privința numărului celor uciși. Deiphobos îl înfruntă, dar Apollo îi salvează pe troieni de Neoptolemos. Apollo încearcă să-l ucidă pe Neoptolemos, dar Zeus amenință să- distrugă Ilion (Troia) dacă va interveni.
Bătălia este oprită de Calchas, care declară că bătălia nu se va termina să se termine până când Filoctet (Philoctetes) nu se alătură aheilor. Filoctet a fost lăsat pe insula Lemnos din cauza unei mușcături la picior a unui șarpe otrăvitor de apă, rană care s-a infectat și a devenit respingătoare pentru ceilalți greci. Acest scenariu se bazează pe materialul sursă din Filoctet a lui Sofocle. Filoctet este salvate din peștera sa. Ei îi spun că rana sa poate fi vindecată de chirurgul Podaleninos dacă acceptă să vină cu ei la Troia. Deși Filoctet îl consideră vinovat pe Odiseu pentru că l-a lăsat pe insulă, îl iartă în cele din urmă.
Eneea încearcă să-i convingă pe troieni să rămână între zidurile orașului, dar fără succes.  Filoctet trage în Paris cu o săgeată otrăvită, lovindu-l în zona inghinală. Paris, rănit mortal, încearcă să obțină ajutor de la prima sa soție, Oinone. Aceasta refuză să îl ajute cu puterile ei tămăduitoare deoarece este supărată din cauza aventurii lui Paris cu Elena și, după ce Paris moare, ea se sinucide din cauza remușcărilor care o cuprind. Sunt îngropați unul lângă altul, dar pietrele de la capul lor sunt îndreptate spre direcții opuse. Priam îl plânge deoarece este al doilea cel mai bun fiu al său, iar Elena blestemă situația în care a ajuns.  
Bătălia reîncepe, Apollo îi face pe Aeneas și pe Eurymachos să lupte ca nebunii împotriva grecilor, împingându-i înapoi când sunt contratacați de Neoptolemos. Grecii avansează dar Aeneas reușește să-i regrupeze pe troieni și să oprească avansul grecilor. O furtună de praf apare pe câmpul de luptă. A doua zi dimineața, aheii se ascund sub scuturile lor pentru a ajunge la porțile Troiei, conduși de Odiseu. Ares îi dă lui Aeneas puterea de a se riposta aruncând stânci uriașe. Aeneas îi îndeamnă pe troieni să părăsească orașul, dar bătălia continuă în jurul porților. Filoctet trage spre Aeneas, dar scutul său îl protejează, ceea ce face ca săgeata să-l lovească pe Mimas.
Oracolul Calchas are o prevestire cu un șoim și cu un porumbel, ceea ce îi sugerează că grecii vor încearca o nouă strategie pentru a cuceri Troia. Odiseu vine cu un plan de construcție a calului troian. El îl pune pe Epeios să construiască calul. Neoptolemos și Filoctet nu sunt de acord cu acest plan, deoarece ei preferă o luptă mai directă. Epeios se roagă zeiței Atena. Calul face ca zeii să se certe, lupta lor scurtă este oprită de Zeus. Neoptolemos, Menelaos, Odiseu, Sthenalos, Diomedes și Filoctet sunt printre cele care se ascund în cal. Agamemnon și Nestor rămân în urmă. Aheii lasă calul și pe Sinon la porțile cetății Troia și se prefac că fug. Sinon este puternic desfigurat și este lăsat ca mesager. El spune că acest cal este un tribut adus Tritogeneiei (Atena), dar Laocoon vede că este înșelăciune. Încearcă să-i îndemne pe troieni să ardă calul, dar Atena îl orbește. El și copiii săi sunt uciși de doi șerpi. Troienii încearcă să facă sacrificii zeilor, dar acestea nu iau foc. Statuile încep să plângă și templele sunt pătate de sânge, dar troienii nu sunt impresionați de aceste prevestiri de rău augur. De asemenea, Cassandra știe adevărul despre cal, dar este blestemată astfel încât nimeni să nu o creadă. Încearcă să dea foc calului, dar ea este împiedicată să facă acest lucru.
Troienii își sărbătoresc victoria, în timp ce aheii ies din cal și-i ucid pe troieni. Priam este ucis de Neoptolemos. Menelaos îl omoară pe Deiphobos, care s-a căsătorit cu Elena după moartea lui Paris. Troia este arsă în întregime. Femeile din Troia sunt date eroilor ahei. O mare parte din evenimentele de aici sunt similare cu cele descrise în tragedia Femeile din Troia de Euripide. Aiax din Locres încearcă să o violeze (sau s-o răpească) pe Cassandra în templul zeiței Atena, așa că este ucis de zei.

## Personaje
Ahei
- - Agamemnon — rege al orașului Micene; conducătorul grecilor.
  - Ahile — fiul lui Thetis; eroul grecilor.
  - Odiseu — rege al insulei Itaca.
  - Aiax din Salamina sau Ajax — fiul lui Telamon, cu Diomedes, el este al doilea după Ahile ca pricepere în luptă.
  - Menelaus — rege al orașului Sparta; soțul Elenei și fratele lui Agamemnon.
  - Diomedes — fiul lui Tydeus, rege al Argosului.
  - Nestor - rege în Pilos.
  - Aiax din Locres — fiul lui Oileus
  - Calchas — preot și profet
  - Neoptolemus — fiul lui Ahile
  - Philoctetes — fiul lui Poeas, stăpânitorul arcului lui Heracles.

Troieni
- - Aeneas — fiul lui Anchises cu Afrodita
  - Alexander (Paris) — răpitorul Elenei
  - Priam — regele Troiei.
  - Polydamas - fiul lui Priam; strateg.
  - Deiphobus - fratele lui Hector
  - Cassandra - profeta Troiei,  fiica lui Priam și a Hecubei, sora geamănă a lui Helenos
  - Hecuba - soția lui Priam; regina Troiei.
  - Andromaca - soția lui Hector
- Războinici, alții decât cei care locuiesc în Troia, sunt aduși să lupte și ei:
  - Penthesileia - regină a amazoanelor.
  - Memnon - rege al etiopienilor,  fiul lui Titon și al reginei Eos
  - Euripil - comandant din Misia, fiul lui Telephus

Zei
- - Zeus
  - Hera
  - Apollo
  - Aphrodite
  - Ares
  - Athena
  - Hermes
  - Poseidon
  - Hephaestus
- Zei minori:
  - Eris
  - Iris
  - Thetis
  - Themis

## Traduceri
În 1988, a apărut fragmentul Războiul Troiei sau sfârșitul Iliadei la Editura Minerva în Colecția Biblioteca pentru toți, nr. 300, în traducerea lui D. Șt. Rădulescu și cu o introducere de Eugen Cizek (246 de pagini).
Eugen Cizek afirmă că poetul Quintus, cu această lucrare, îl completează pe Homer, întregește tabloul vârstei eroice a lumii antice și îl ajută pe cititor să înțeleagă mai bine desfășurarea legendarului război troian.

## Vezi și
- Odiseu
- Odiseea
- Războiul troian
- Legendele Olimpului
- Cupa lui Nestor